# Safran (entreprise)
Pour les articles homonymes, voir Safran.
Safran est un grand groupe industriel et technologique français, présent au niveau international dans les domaines de l’aéronautique, de l'espace et de la défense. Il est créé en 2005 lors de la fusion entre Snecma et Sagem. Depuis septembre 2011, il est coté au CAC 40.
Ses métiers sont la conception et la production de moteurs d’avions, d’hélicoptères et de fusées, d’équipements aéronautiques et de défense.
Après l’absorption de Zodiac Aerospace en 2018, le groupe compte plus de 92 000 employés fin 2023. 
Safran se classe en 2023 au 28e rang mondial pour la production d'armement.

## Historique
Gnome et Rhône est créée en 1915, puis nationalisée en 1945 pour devenir la Société nationale d’étude et de construction de moteurs d’aviation (Snecma). Elle se consacre à la fabrication de moteurs d’avions. Hispano-Suiza rejoint le groupe en 1968, suivi par Messier-Bugatti en 1977, Turboméca et Labinal en 2000. Le 18 juin 2004, l'État français privatise la Snecma en mettant en bourse 35 % du capital pour une recette de 1,3 milliard d'euros.
Fondée en 1925, la Société d’applications générales d’électricité et de mécanique (Sagem) est une entreprise française contrôlée par ses salariés, elle avait une activité très diversifiée, de la défense aux téléscripteurs en passant par des équipements aéronautiques comme les centrales inertielles. En 2004, elle comporte deux branches : télécommunications et défense sécurité.
Le principe de la fusion entre Sagem et Snecma est annoncé en octobre 2004. Elle permet d'achever la privatisation de Snecma en douceur. Lors de la constitution du groupe, Jean-Paul Béchat (ex-Snecma) est le président du directoire et Mario Colaiacovo (ex-Sagem) est le président du conseil de surveillance. Les tensions sont fortes entre les dirigeants des deux anciennes entreprises. En août 2006, Grégoire Olivier, ancien président du directoire de Sagem pressenti pour prendre la place de Jean-Paul Béchat, quitte le groupe. Après intervention de Bercy, les deux dirigeants sont remerciés en 2007.
Lors de l’année 2008, la branche communication est cédée. En octobre 2010, Areva vend une grande partie de ses actions. Safran entre au CAC 40 le 19 septembre 2011.
En juin 2014, Safran et le groupe Airbus annoncent leur volonté de créer Airbus Safran Launchers, une coentreprise dans le domaine des lanceurs spatiaux, afin de concurrencer l’américain SpaceX. Les deux groupes voudraient à terme reprendre les activités actuellement confiées à Arianespace et au Centre national d'études spatiales.
En 2016, toutes les sociétés du groupe prennent le nom Safran.
Le groupe se recentre sur le métier de l’aéronautique, tout en préservant son expertise dans le domaine de l'espace et de la défense. Tout d’abord, Safran vend sa filiale Morpho pour 2,4 milliards de dollars au fonds d'investissement Advent International, propriétaire d’Oberthur Technologies,. Puis, entre 2017 et 2018, Safran rachète Zodiac Aerospace pour environ 8,7 milliards d’euros, reprise de dettes comprise. Les familles actionnaires de Zodiac, le Fonds stratégique de participation (FSP) et le FFP, la société d'investissement de la famille Peugeot, détiennent ensemble 10 % du capital, soit autant que l’État. La marque « Zodiac Aerospace » disparaît,,,,,.
Au mois d'avril 2020, Safran voit son chiffre d'affaires divisé par deux par rapport à l'année précédente, la faute à la crise du secteur aérien directement liée au Covid-19. La trésorerie de Safran s'élève toutefois à 3,25 milliards d'euros au 30 avril,.
En 2020, malgré la pandémie, Safran parvient à dégager un bénéfice net de 352 millions d'euros.
En septembre 2021, Safran et TotalEnergies annoncent un accord pour développer le recours aux carburants d'aviation durables (SAF) afin de limiter l'empreinte écologique de leurs actions. Ces carburants, qui représentent en 2019 moins de 0,1 % des 360 milliards de litres de carburant utilisés par l'aviation, doivent atteindre une part de 2 % en 2025 et 5 % en 2030.
Au troisième trimestre 2021, Safran profite de la reprise du trafic aérien pour porter son chiffre d'affaires à 3,734 milliards d'euros, soit une hausse de 10,4 % par rapport à la même période en 2020.
En raison de pots-de-vin versés en Chine par ses filiales entre 1999 et 2015, pour solder un différend avec le ministère américain de la Justice, Safran s'engage en décembre 2022 à verser 17,2 millions de dollars.
Le 1er juin 2023, Safran annonce entrer en « négociations exclusives » avec Air liquide pour acquérir ses activités oxygène aéronautique.
En 2023, Safran se positionne pour l'acquisition des activités commandes de vol et actionnement de Collins Aerospace pour 1,8 milliard de dollars, l'achat étant finalisé en juillet 2025. Cette branche de Collins emploie 4 000 personnes sur huit sites européens (Royaume-Uni, Italie, France) et en Asie, aux États-Unis et en Inde, générant en 2024 un chiffre d’affaires de 1,55 milliard de dollars et un EBITDA de 130 millions de dollars. Ces systèmes sont intégrés à bord de 180 programmes. Au sein de Safran Electronics & Defense, la combinaison de l’expertise de Collins dans l’actionnement hydraulique et mécanique, avec le savoir-faire de Safran en actionneurs électriques et électroniques crée une synergie dans un domaine où la demande est en forte expansion. 
En juin 2024, Safran est autorisé par le gouvernement italien à racheter Microtecnica.
Le 15 juin 2024, Safran annonce l'acquisition pour environ 220 millions d'euros de la pépite française de l'IA, Preligens. Preligens est alors renommée en Safran.AI et est rattachée à Safran Electronics & Defense.
En 2024, le bénéfice net du groupe bondit de 51 % à 3 milliards d'euros. En octobre, Safran annonce investir dans un plan d'un milliard d'euros pour recruter 4 000 collaborateurs dans le monde.

### Identité visuelle (logotype)

Logo de 2005 à 2010.
Logo de 2010 à 2016.
Logo depuis 2016.

## Chiffres clés
|                     |                                    | 2007    | 2009    | 2011    | 2013    | 2015    | 2016   | 2017   | 2018   | 2019   | 2020   | 2021   |
| Actionnaires        | Flottant                           | 38,79 % | 38,14 % | 51,96 % | 62,75 % | 70,89 % | 73,7 % | 78,2 % | 80,2 % | 81,4 % | 81,4 % | 81,7 % |
| Actionnaires        | État français                      | 30,41 % | 30,20 % | 30,20 % | 22,41 % | 15,39 % | 14 %   | 13,1 % | 11 %   | 11,2 % | 11,2 % | 11,2 % |
| Actionnaires        | Salariés                           | 19,96 % | 20,09 % | 15,98 % | 14,70 % | 13,57 % | 11,9 % | 6,9 %  | 6,9 %  | 6,8 %  | 7,3 %  | 7 %    |
| Actionnaires        | Areva                              | 7,38 %  | 7,38 %  |         |         |         |        |        |        |        |        |        |
| Actionnaires        | Autodétention, autocontrôle        | 1,39 %  | 4,19 %  | 1,86 %  | 0,14 %  | 0,15 %  | 0,4 %  | 1,8 %  | 1,9 %  | 0,6 %  | 0,1 %  | 0,1 %  |
| Données financières | Chiffre d’affaires (M€)            | 10 321  | 10 448  | 11 736  | 14 495  | 15 536  | 15 781 | 16 521 | 21 050 | 24 640 | 16 498 | 15 300 |
| Données financières | Résultat net - Part du groupe (M€) | 39      | 376     | 1 189   | 1 193   | 1 482   | 1 804  |        |        |        |        |        |
| Effectifs           | Salariés                           | 63 262  | 54 872  | 59 805  | 66 289  | 70 087  | 66 490 | 58 000 | 92 000 | 95 000 | 78 892 | 76 800 |

Les données financières ajustées étant issues des rapports annuels, la comparaison entre les années est difficile. Notamment, les chiffres sont en euros courants et les périmètres de consolidation varient.

## Métiers et sociétés du groupe
En 2019, une nouvelle organisation regroupe les sociétés en trois secteurs d'activités :

### Propulsion aéronautique et spatiale
Safran Aircraft Engines
Safran Aircraft Engines, anciennement Snecma, est un motoriste aéronautique et spatial, il conçoit, développe, produit, et commercialise, seul ou en partenariat, des moteurs pour avions civils et militaires, lanceurs spatiaux et satellites. Il assure la maintenance et le support pour ses appareils.
Le principal succès de Safran est le moteur CFM56 fabriqué et commercialisé par la société CFM International, une coentreprise à parité entre Safran Aircraft Engines et l’américain General Electric. En trente années d’existence, ce moteur, destiné aux avions civils moyen-courrier, a été vendu à plus de 20 000 exemplaires. Un A320 sur deux en est équipé, tous les B737 en sont équipés. Safran réalise la moitié de son chiffre d’affaires dans la propulsion.
Safran Helicopter Engines
Motoriste aéronautique, Safran Helicopter Engines, anciennement Turboméca, conçoit, développe, produit, et commercialise, seul ou en partenariat, des turbomachines pour hélicoptères civils, parapublics et militaires. Il assure la maintenance et le support pour ses appareils.
Safran Power Units est une filiale de Safran Helicopter Engines.
Safran Aero Boosters
Safran Aero Boosters, anciennement Techspace Aero, conçoit, développe et produit des modules, des équipements pour moteurs d’avions (civils et militaires) et d’engins spatiaux. La société est aussi spécialisée dans la conception, l’installation et la modernisation de bancs d’essais, sous la marque Safran Test Cells.
Safran Transmission Systems
Safran Transmission Systems, anciennement Hispano-Suiza, est spécialiste de l’extraction et de la gestion de puissance pour moteurs d’avions et d’hélicoptères civils et militaires.
ArianeGroup
La co-entreprise ArianeGroup, anciennement Airbus Safran Launchers, est spécialisée dans les lanceurs.

### Équipements aéronautiques
Safran Nacelles
Safran Nacelles, anciennement Aircelle, fournit des nacelles complètes pour moteurs d’avions ainsi que le support et les services associés, des matériaux composites pour aérostructures. Il est le nacelliste intégrateur des deux motorisations de l’Airbus A380.
Safran System Aerostructures, localisé à Florange est une filiale de Safran Nacelles.
Safran Landing Systems
Concepteur et fabricant de trains et de systèmes d’atterrissage, Safran Landing Systems, anciennement Messier-Bugatti-Dowty, équipe plus de 19 000 appareils, avions civils, avions militaires et hélicoptères. C’est un acteur majeur des systèmes d’atterrissage et de freinage, (roues et freins carbone, extension/rétraction des trains, calculateurs de freinage, hydraulique...) pour l’aéronautique. Présent sur les marchés civil et militaire, il équipe les programmes Airbus, de l'A300 à l'A350, mais aussi Boeing (767ER, 777ER, 737 NG et le programme 787). Il est enfin présent sur l'aviation d'affaires et régionale (Dassault, ATR et sélectionné pour le prochain Learjet 85).
Safran Electrical & Power
Spécialiste des systèmes de câblages électriques et de l’électronique de puissance pour l’aéronautique, Safran Electrical & Power (formé des parties de Labinal et d’Hispano-Suiza) est fournisseur de Boeing et d’Airbus, pour l’ensemble des programmes civils tels que l’A380 et le B787 Dreamliner ainsi que le programme militaire A400M. Dans le domaine militaire, il équipe de nombreux avions.
Safran Engineering Services est une filiale de Safran Electrical & Power
Safran Electronics & Defense
Safran Electronics & Defense, anciennement Sagem, propose des solutions et des services en optronique, avionique,  actionneurs, navigation, électronique et logiciels critiques pour les applications civiles et de défense aérospatiales, terrestres et navales.
Safran Aerosystems
Présent à bord de la plupart des programmes d'avions commerciaux, régionaux et d'affaires et d'hélicoptères, Safran Aerosystems conçoit, développe et produit des systèmes aéronautiques de distribution électrique, des systèmes gonflables de sécurité et des systèmes de gestion des eaux et déchets. Issue du rachat de Zodiac, la société est également un acteur majeur des systèmes oxygène, de divertissement à bord, de télémesure et de communications et des systèmes carburant.

### Équipements intérieurs
Safran Cabin
Safran Cabin fournit les cabines intégrées, les coffres à bagages, les cuisines et équipements de service à bord, les cabinets de toilettes, les espaces de repos pour équipage et conteneurs de fret. Issue du rachat de Zodiac, la société équipe les avions régionaux, moyens et long-courriers, l’aviation d’affaires et militaire.
Safran Seats
Issue du rachat de Zodiac, Safran Seats propose des sièges d’avion, pour équipage et passagers. 1 million de sièges fabriqués par Safran Seats sont actuellement en service dans les flottes aériennes mondiales.
Safran Passenger Solutions
Société la plus récente du groupe (créée en 2019), elle intègre les équipements complexes des cabines et les solutions axées sur le confort passager (gestion de l'eau et des déchets et divertissements à bord).

### Autres filiales
Safran Ceramics est spécialisée dans les matériaux composites thermostructuraux et céramiques.
Safran Engineering Services, filiale de Safran Electrical & Power, propose des services d’ingénierie à valeur ajoutée, avec expertise et gestion de projet dans différents domaines : systèmes électriques, aérostructures, mécanique, logiciels, ingénierie système.
Safran Tech est chargé de l'organisation de la R&T (recherche et technologie) du groupe.
Safran Martin-Baker France, filiale de Safran et de Martin-Baker construit les sièges éjectables des avions militaires français.
Safran Aero Composite, coentreprise avec Albany International (en), spécialisé dans la fabrication des aubes en composites, implantée à Rochester, Commercy et Mexico.

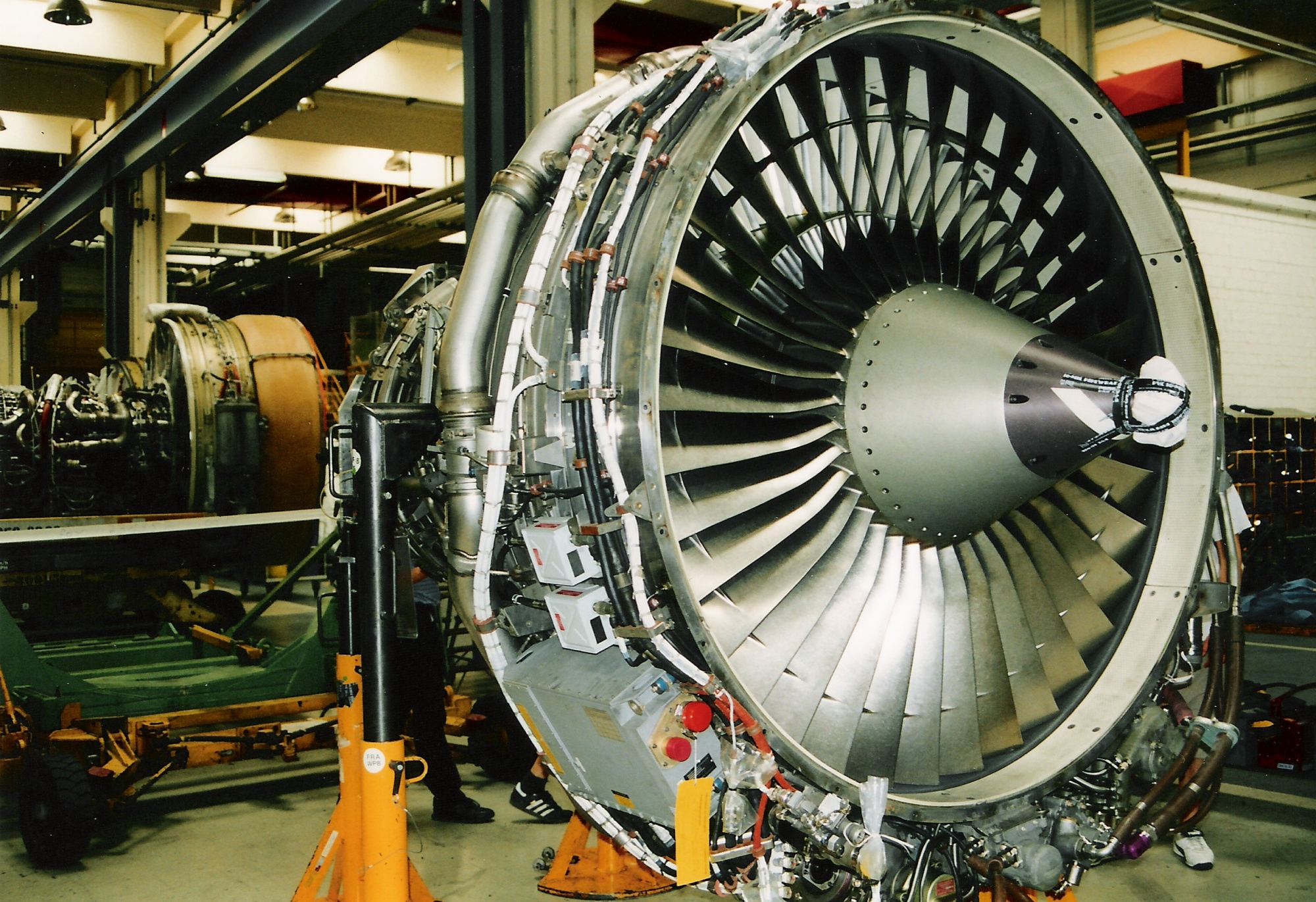
Moteur CFM56.
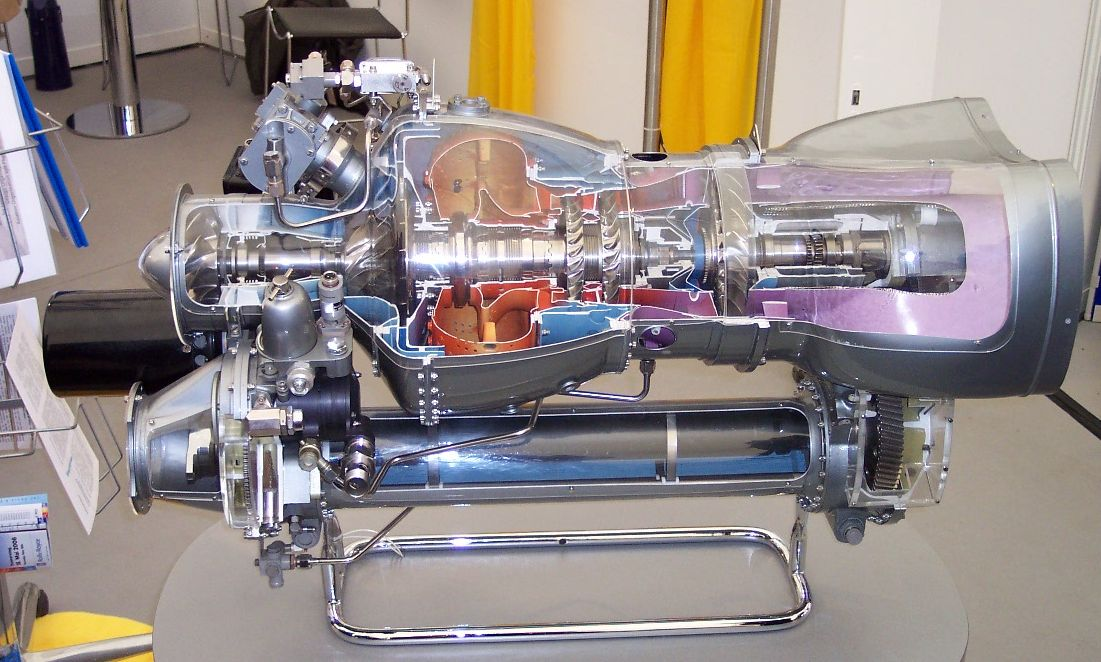
Moteur Arriel.
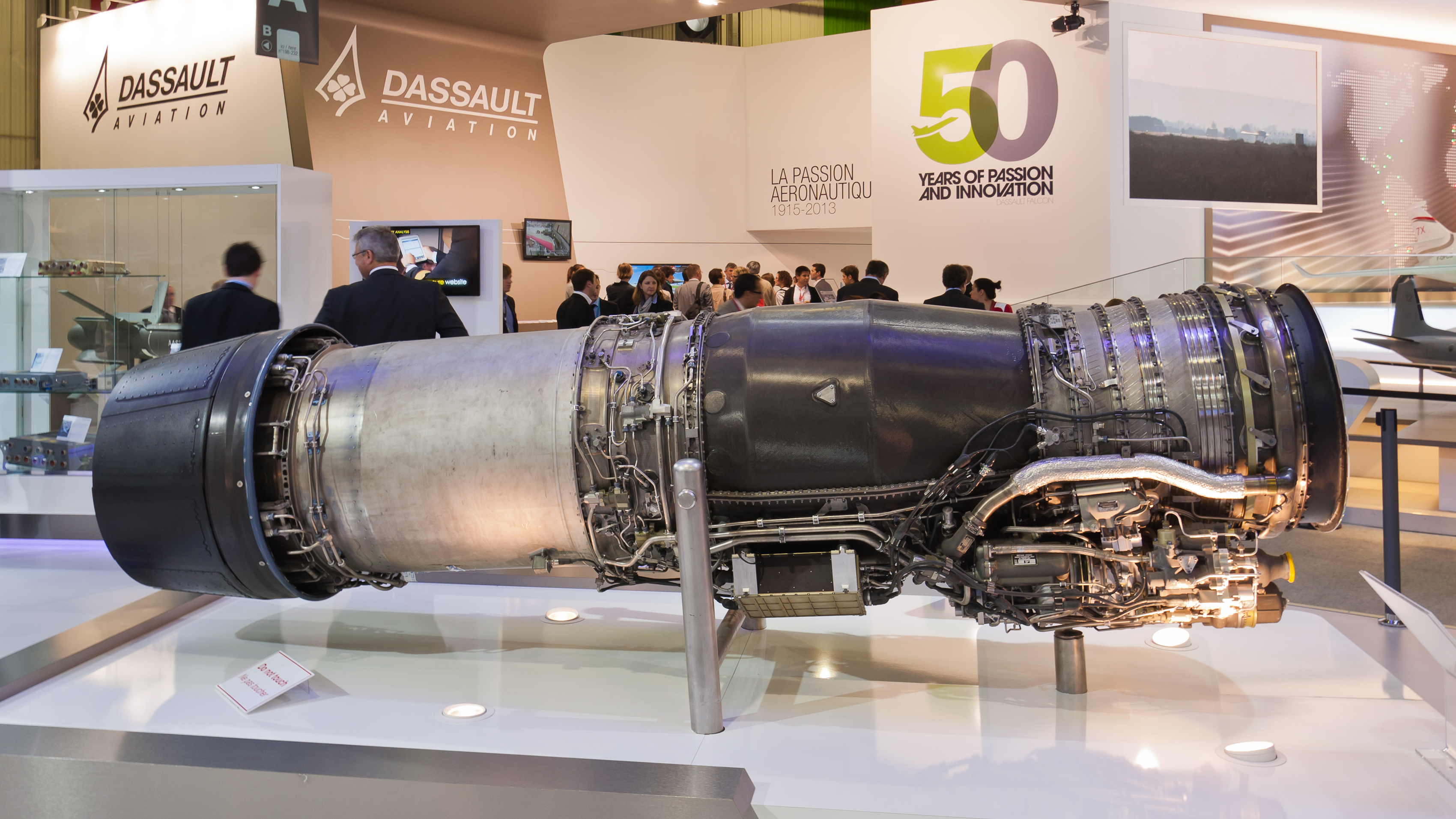
Moteur Snecma M88 pour le Dassault Rafale.
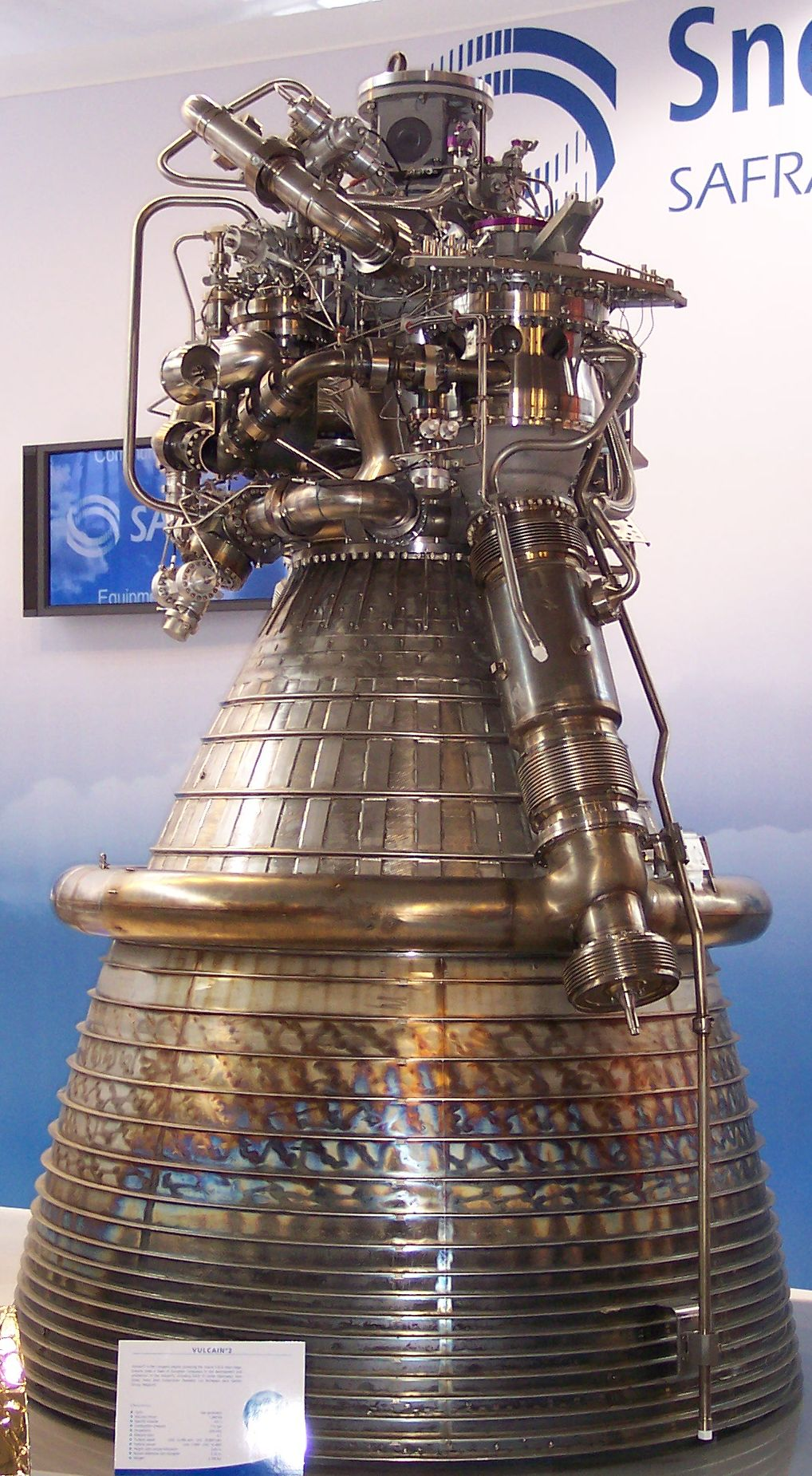
Moteur Vulcain pour le lanceur Ariane 5.
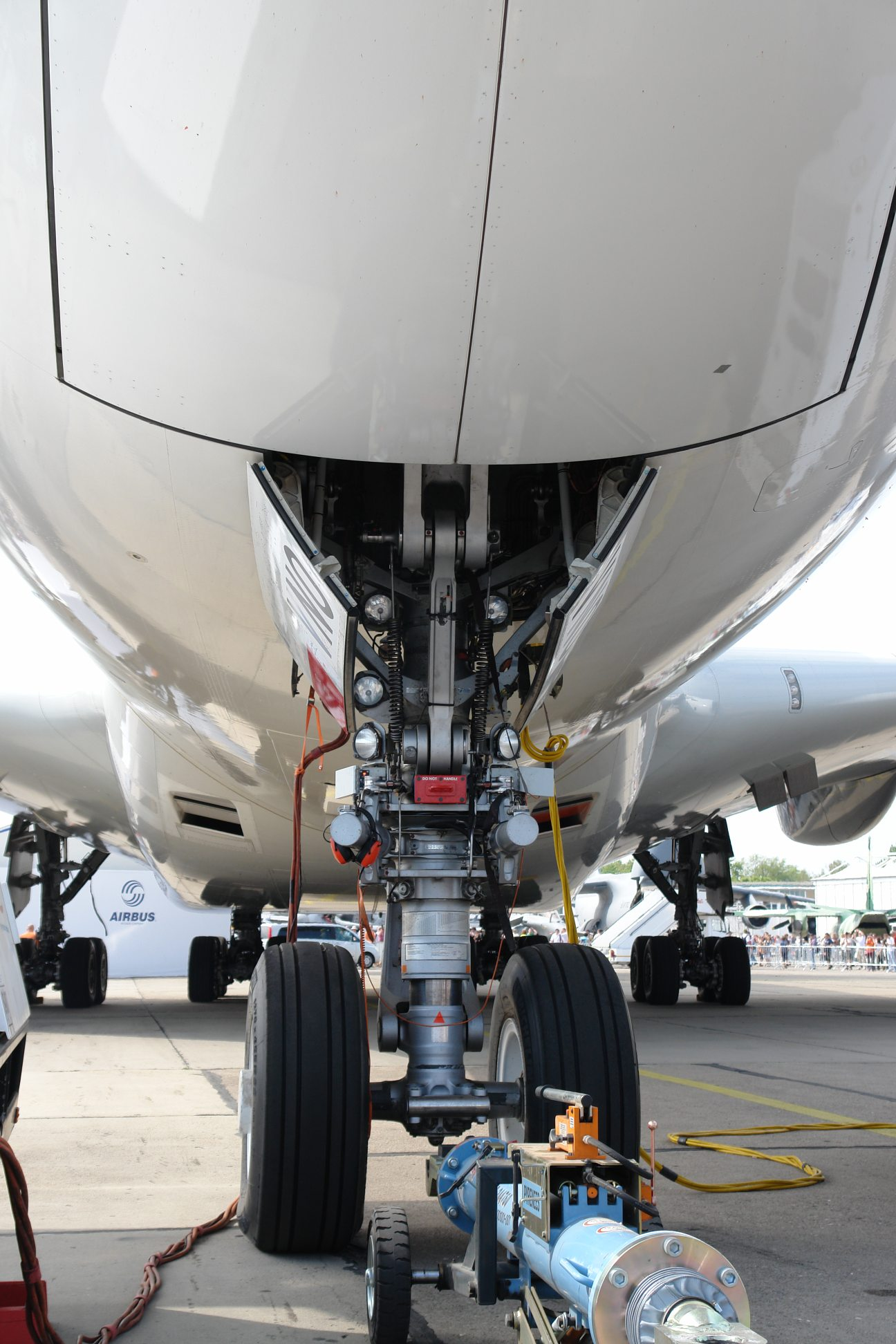
Train avant de l’Airbus A380.
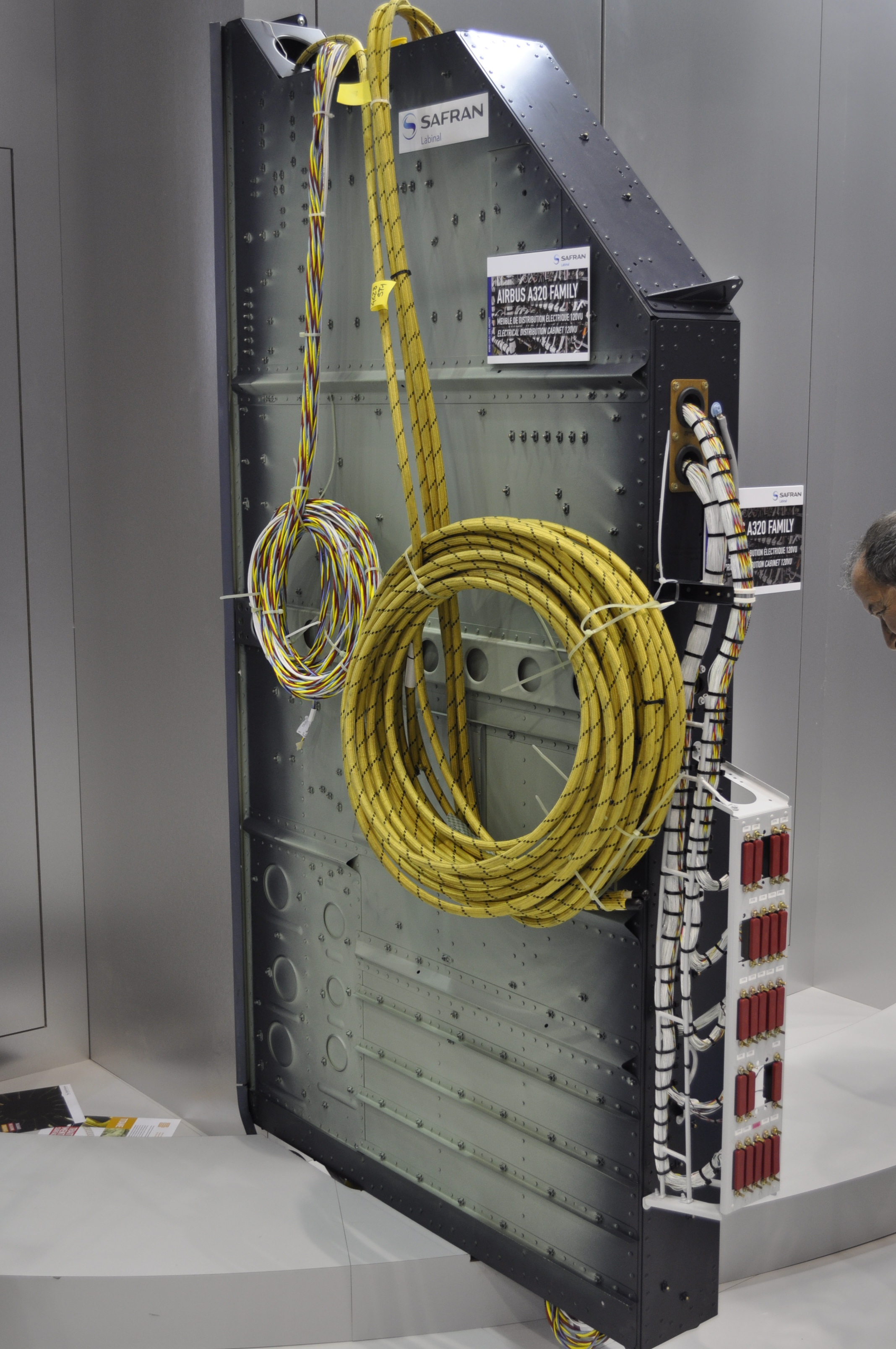
Meuble de distribution électrique pour la famille Airbus A320.
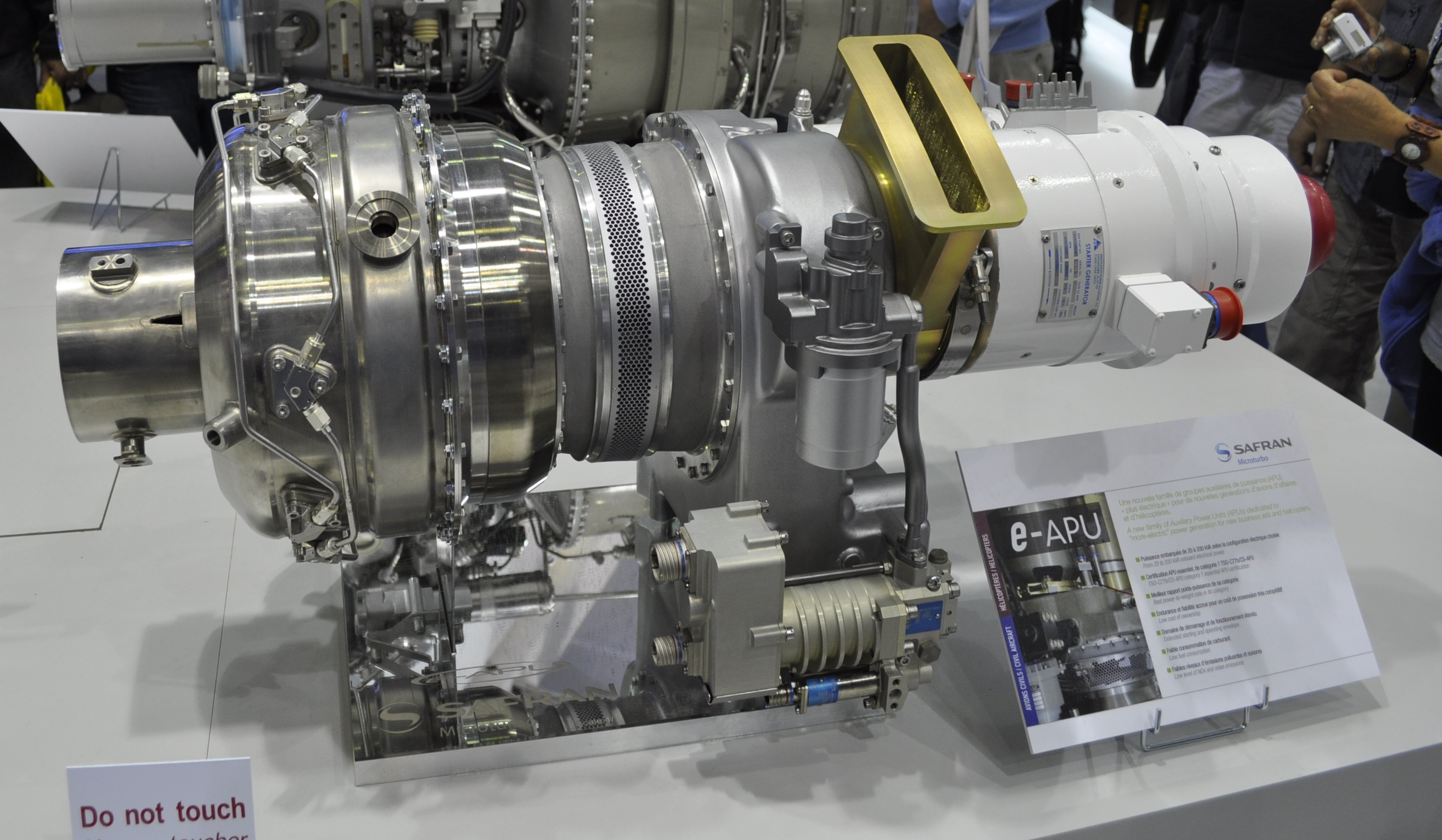
Groupe auxiliaire de puissance e-APU.
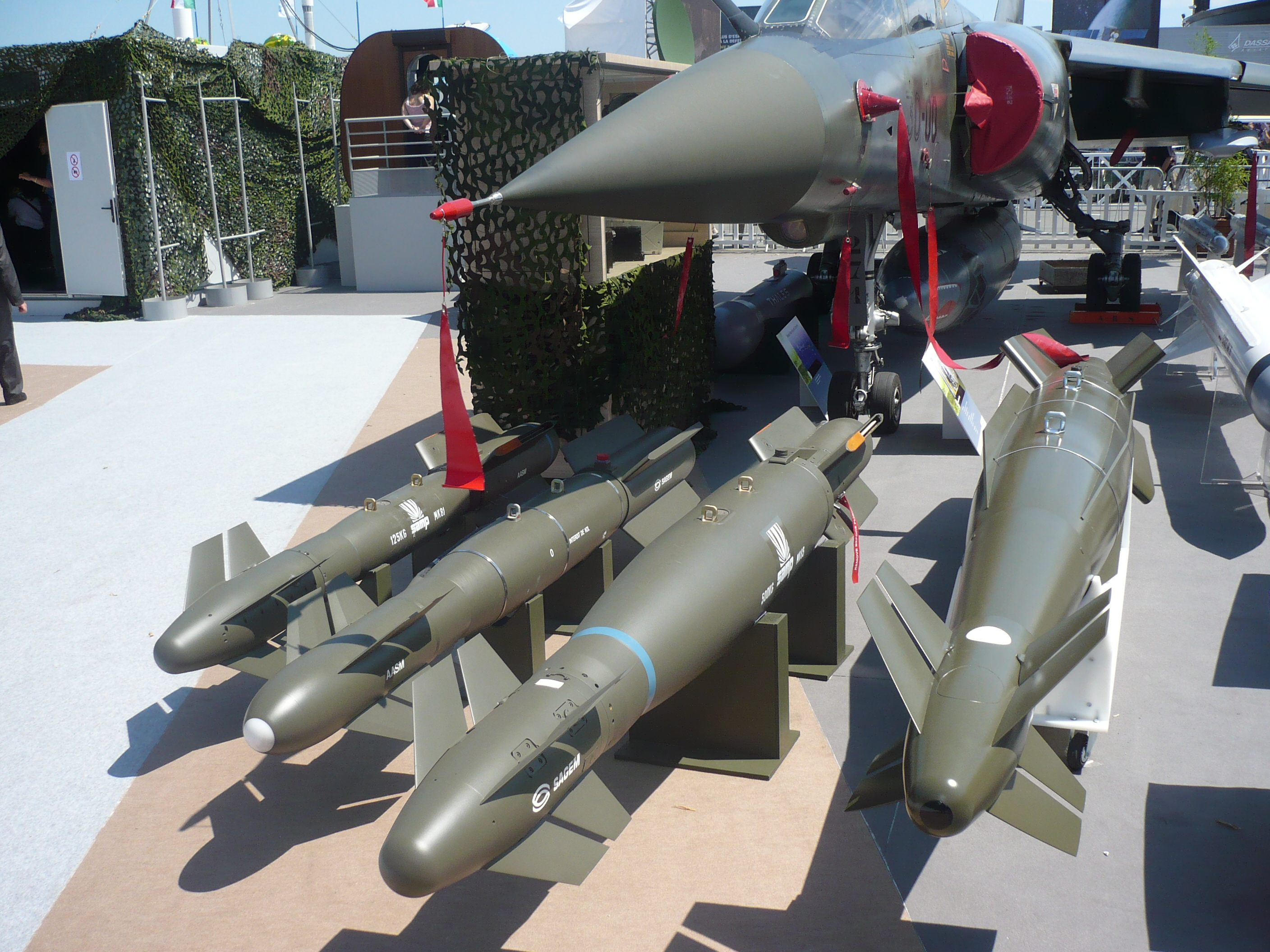
Kit de guidage AASM.
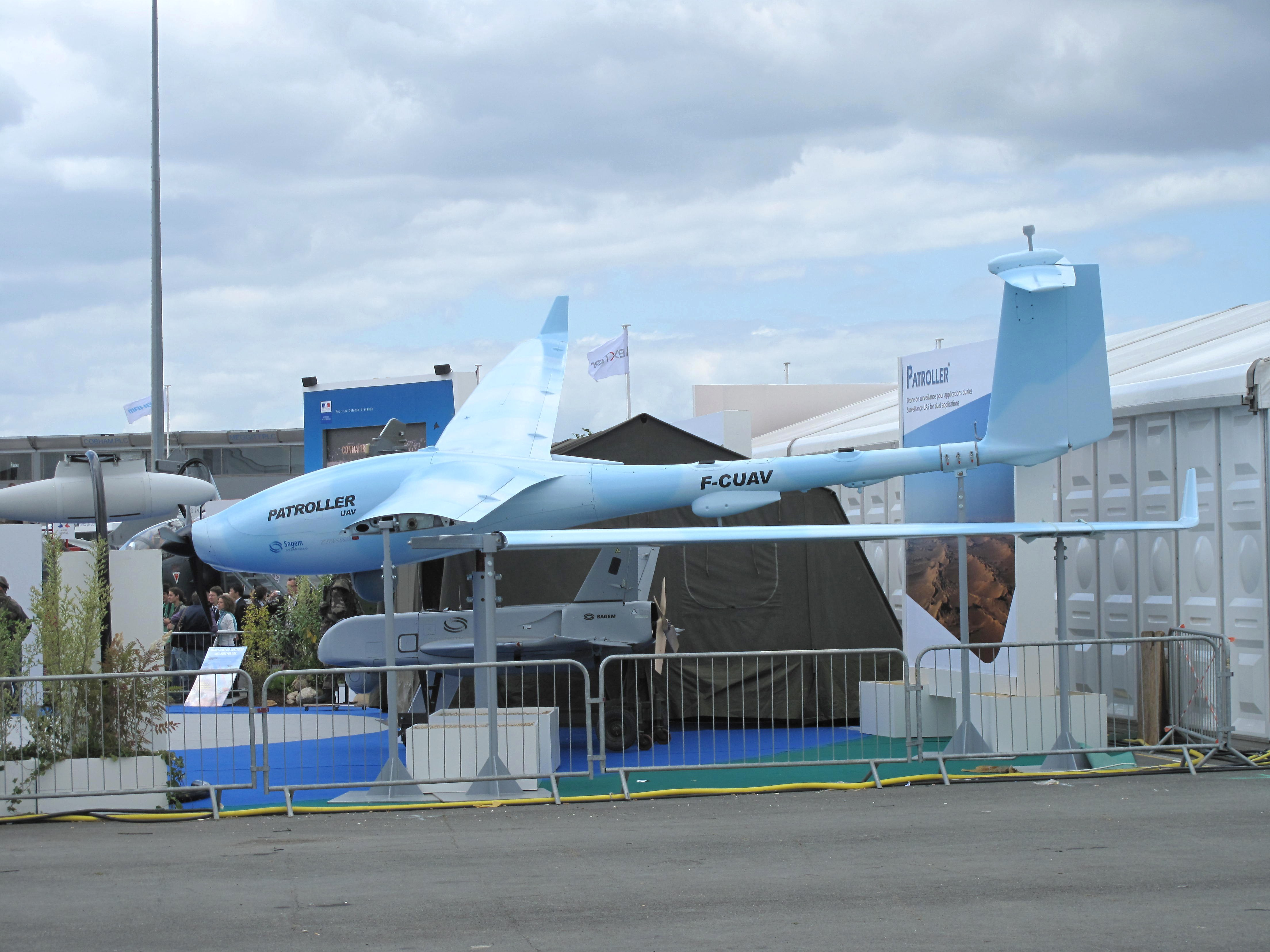
Drones Patroller et Sperwer.

## Organisation

Le siège de Safran, dans le de Paris.

### Capital
Au 23 juin 2022 :
| État Français (Agence des participations de l'État) | 11,2 % |
| Salariés                                            | 7,01 % |
| Capital Research & Management WI                    | 3,71 % |
| TCI Fund Management                                 | 3,36 % |
| The Vanguard Group                                  | 2,09 % |
| Capital Research & Management GI                    | 1,96 % |
| Fidelity Management & Research Co                   | 1,66 % |
| Jennison Associates LLC                             | 1,14 % |
| Artisan Partners LP                                 | 1,11 % |
| Capital International Ltd                           | 1,11 % |

### Dirigeants
Au 24 juin 2022, les membres du conseil d’administration sont :
- Ross McInnes, président du Conseil
- Olivier Andriès, directeur général de Safran
- Patrick Pélata (indépendant),
- Fabienne Lecorvaisier (indépendante),
- Monique Cohen (indépendant),
- Anne Aubert (administrateur représentant les salariés actionnaires),
- Hélène Auriol Potier (indépendant),
- Jean-Lou Chameau (indépendant),
- Robert Peugeot (représentant de Société foncière financière et de participation),
- Stéphanie Besnier (administrateur représentante de l’État),
- Hervé Chaillou (administrateur représentant les salariés),
- Vincent Imbert (nommé sur proposition de l’État),
- Sophie Zurquiyah (indépendant),
- Daniel Mazaltarim (administrateur représentant les salariés),
- Marc Aubry (administrateur représentant les salariés actionnaires).
- Laurent Guillot (indépendant)
- Patricia Bellinger (indépendant)

### Dirigeants historiques
| - 2005 : Mario Colaiacovo président du conseil de surveillance et Jean-Paul Béchat président du directoire. - 2007 : Francis Mer président du conseil de surveillance et Jean-Paul Herteman président du directoire,. - 2011 : Jean-Paul Herteman président-directeur général. - 2015 : Ross McInnes, président du conseil d’administration, Philippe Petitcolin, directeur général. - 2021 : Ross McInnes, président du conseil d’administration, Olivier Andriès, directeur général |

## Les concurrents
Sur le segment des moteurs pour avions civils et militaires et pour hélicoptères, Safran rencontre quatre acteurs : General Electric (États-Unis), Rolls-Royce (Royaume-Uni), Pratt & Whitney (États-Unis & Canada) et Honeywell (États-Unis). Dans l’activité équipements, la concurrence est plus nombreuse et diversifiée :
- Systèmes d’atterrissage : Collins Aerospace (États-Unis), General Electric (États-Unis) et Crane Aerospace & Electronics (États-Unis).
- Roues et freins : Collins Aerospace, Honeywell (États-Unis) et Meggitt (Royaume-Uni).
- Nacelle : Collins Aerospace, Spirit AeroSystems (États-Unis).

Dans la défense et l’avionique, le principal concurrent est le groupe français Thales.
Safran ayant également repris le développement de drones tactiques (Sagem Sperwer et Patroller), ses principaux concurrents sont AAI Corp (États-Unis), IAI (Israël) et Thales.

## Communication

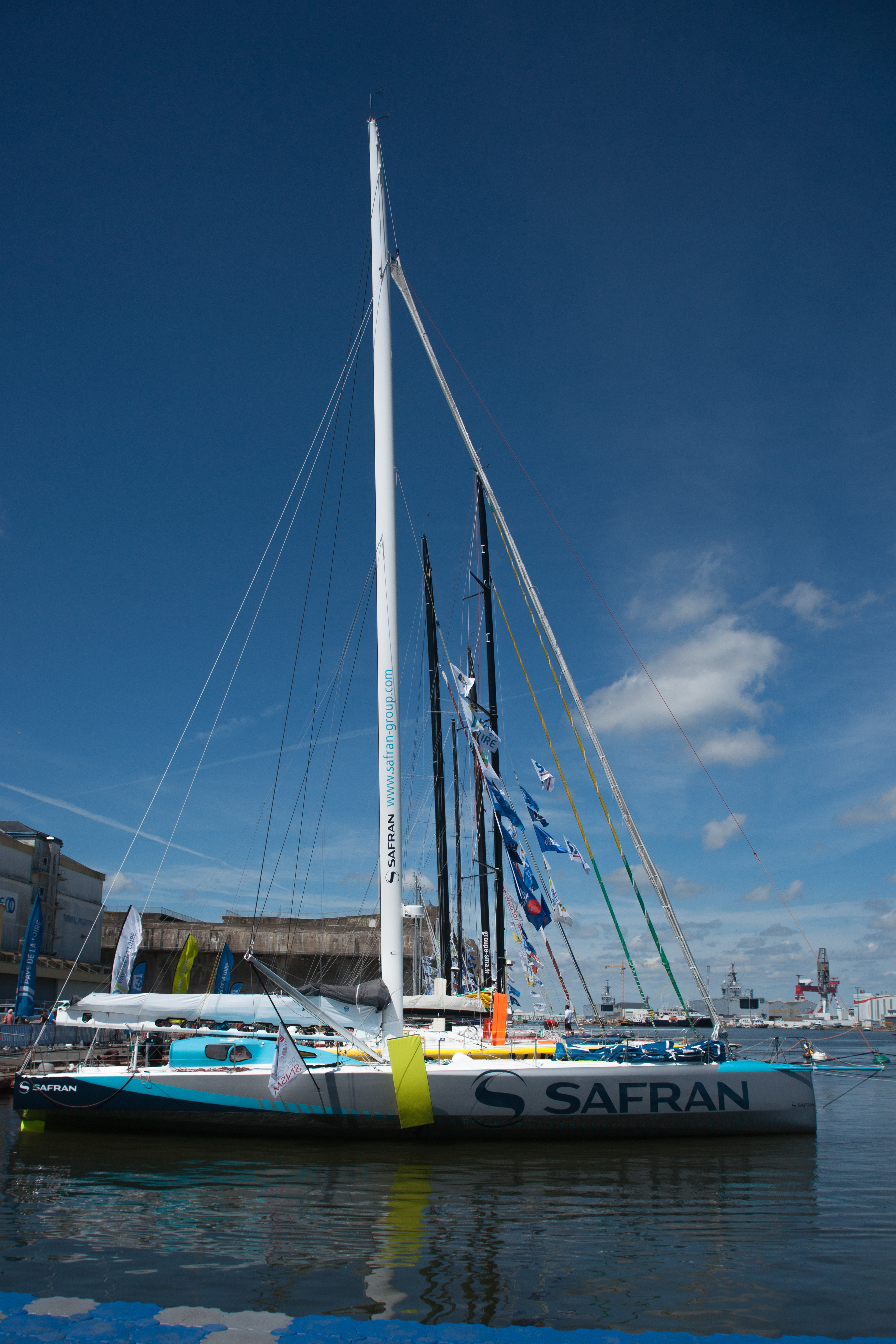
Safran II.

### Mécénat
Depuis sa création jusqu’en 2017, Safran a soutenu les navigateurs Marc Guillemot à bord de Safran puis Morgan Lagravière à bord de Safran II. Ce mécénat était pensé pour accompagner la fusion de Snecma/Sagem et rassembler les salariés du groupe autour d’un projet fédérateur.

### Lobbying
Safran exerce un lobbying,,, notamment dirigé en 2024 contre l'interdiction des polluants éternels, et pour la vidéosurveillance automatisée.
Safran est inscrit depuis 2017 comme représentant d'intérêts auprès de la Haute Autorité pour la transparence de la vie publique et déclare en 2023 des dépenses de lobbying comprises entre 300 000 et 400 000 euros, avec un nombre de personnes employées dans le cadre des activités de représentation d’intérêts équivalent à 2 personnes en temps plein travaillé.
L'entreprise est inscrite depuis 2009 au registre de transparence des représentants d'intérêts auprès de la Commission européenne et déclare en 2023 des dépenses d'un montant compris entre 400 000 et 500 000 euros.
L'entreprise déclare avoir exercé des activités de lobbying auprès des institutions des États-Unis pour un montant de 990 000 dollars en 2017.